# Etty Hillesumbrug
De Etty Hillesumbrug (brug 409) is een vaste brug in Amsterdam-Zuid.

## Brug
De verkeersbrug vormt de verbinding tussen de Emmastraat en de Willem Witsenstraat. Ze overspant het Noorder Amstelkanaal en haar noordelijke oever Jan van Goyenkade. In verband met een toenmalig stedelijk uitbreidingsplan werd hier in 1921 een houten noodbrug neergezet naar een ontwerp van Piet Kramer. In 1928 werd voorgesteld te brug te vervangen, maar in 1931 had de gemeente de indeling van de woonwijk ten zuiden van het kanaal nog niet op orde. Van dat uitstel kwam voorlopig afstel.
In 1958 verrees op de zuidoever het Hilton Amsterdam Hotel en de gemeente verwachtte een veranderende verkeersstroom. In de zomer van 1961 werd ter plaatse een 15 meter brede betonnen brug gebouwd naar een ontwerp van Dick Slebos. De bouw kon rekenen op protesten aangezien ook de nabijgelegen brug 408 gelijktijdig werd vervangen en men dus moest omrijden/lopen.
Een voorstel om de in 1928 te bouwen brug te vernoemen naar Willem Witsen (er zou ook een standbeeld van hem ter plaatse worden neergezet) vond wel de goedkeuring van de gemeente, maar de brug zou dus niet gebouwd worden. Later kreeg de brug de officieuze naam 'Muziekbrug', omdat in de buurt enkele straten naar componisten (Cornelis Schuyt, Johannes Verhulst en Joannes Josephus Viotta) werden genoemd. Echter nou net de straten die de brug verbindt verwijzen niet naar musici maar naar respectievelijk regentes Emma en kunstenaar Willem Witsen.
In juli 2016 wilde de gemeente af van officieuze benamingen en liet de bevolking kiezen tussen de officieuze naam officieel maken, een verzoek tot nieuwe vernoeming insturen dan wel de brug anoniem door het leven te laten gaan. Er werd toen voor de laatste optie gekozen.
Op 29 maart 2022 maakte de gemeente Amsterdam bekend dat de brug vernoemd wordt naar Etty Hillesum. Het bijpassende naambord werd op 23 januari 2023 geplaatst en door burgemeester Femke Halsema onthuld. In haar dagboek beschrijft Hillesum de fietsroute van haar woning in de Gabriël Metsustraat naar haar geliefde, over deze brug.

## Afbeeldingen

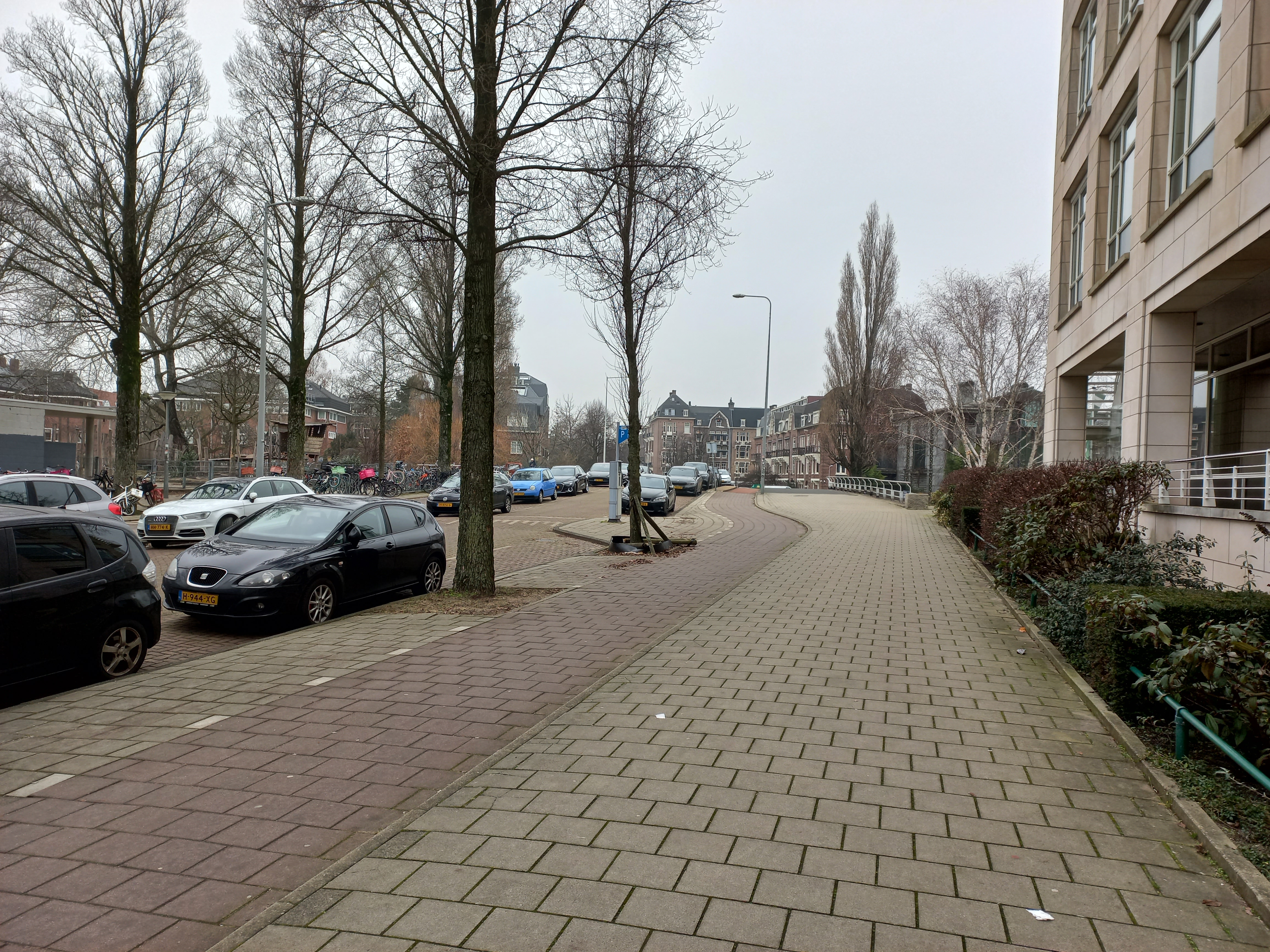
Overzicht vanaf de zuidkant (januari 2023)
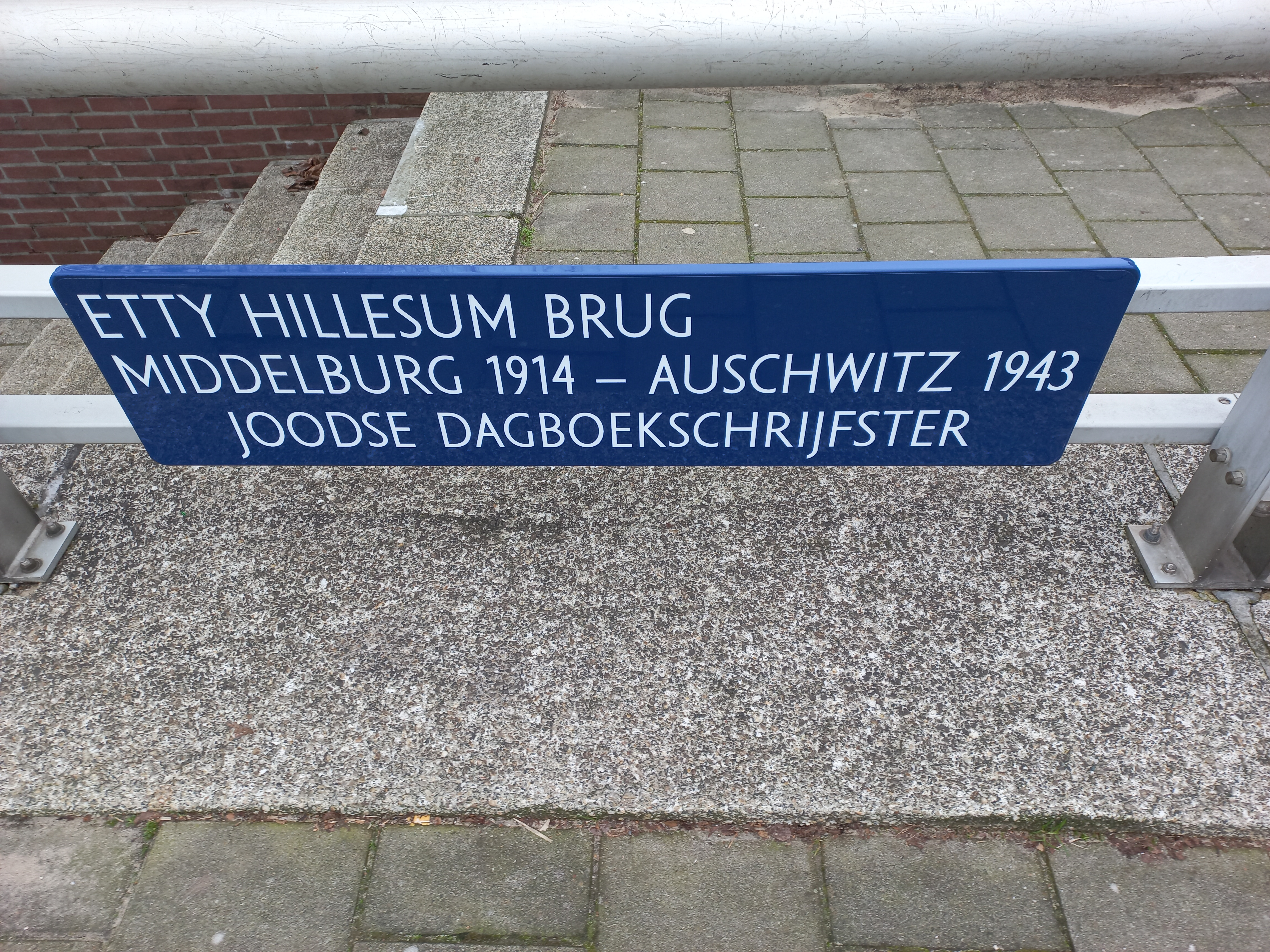
Naambord (januari 2023)
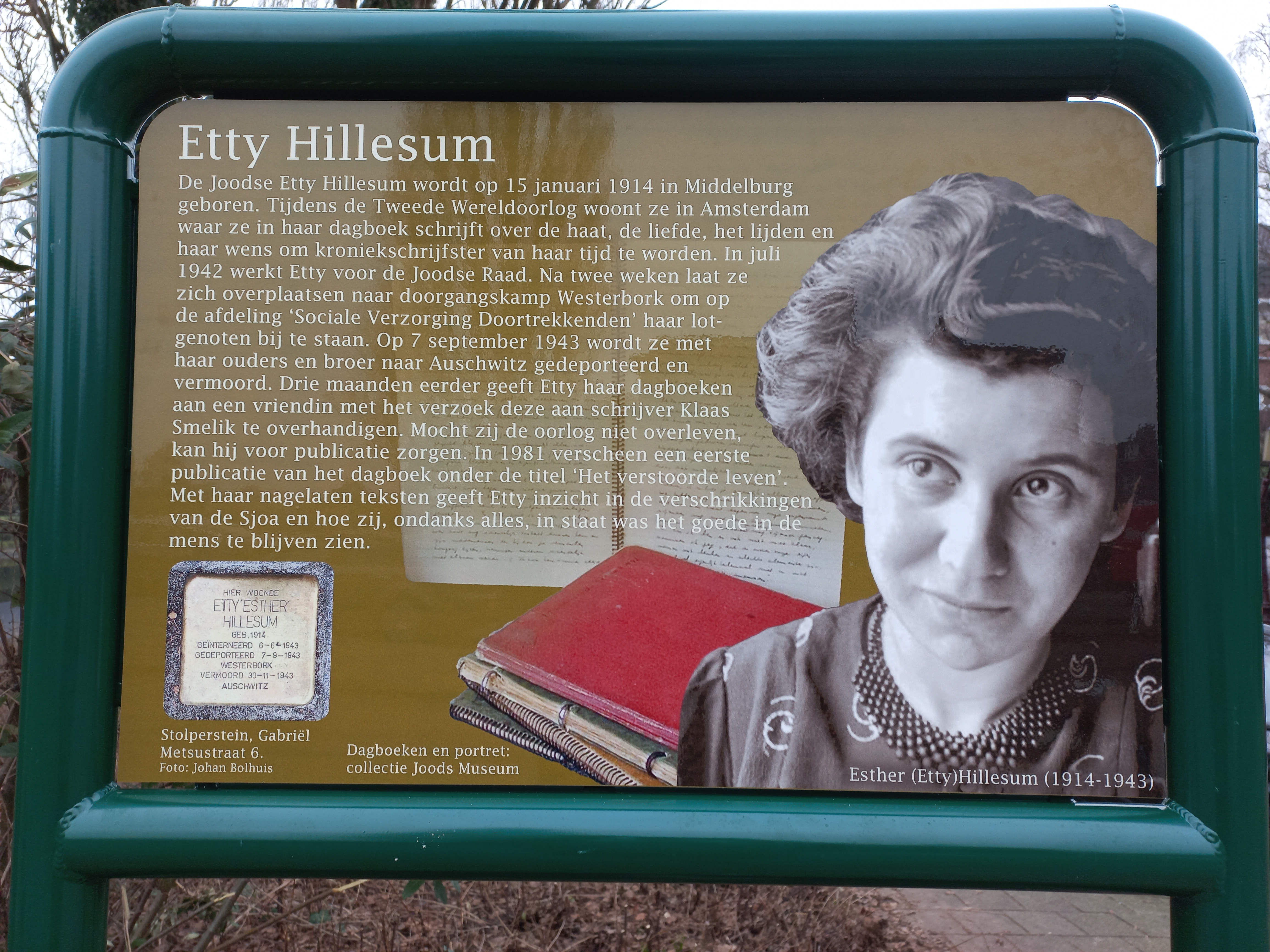
Infobord (januari 2023)

<<< · 400 · 401 · 402 · 403 · 404 · 405 · 406 · 407 · 408 · 409 · 410 · 411 · 413 · 414 · 415 · 416 · 417 · 418 · 419 · 420 · 421 · 422 · 423 · 424 · 425 · 427 · 429 · 430 · 431 · 432 · 433 · 434 · 435 · 436 · 437 · 438 · 439 · 440 · 441 · 442 · 443 · 444 · 445 · 446 · 447 · 448 · 449 · 450 · 451 · 452 · 453 · 454 · 455 · 456 · 457 · 458 · 459 · 460 · 461 · 462 · 463 · 464 · 465 · 466 · 469 · 470 · 471 · 472 · 473 · 474 · 475 · 476 · 478 · 479 · 480 · 482 · 483 · 485 · 486 · 487 · 488 · 489 · 490 · 491 · 492 · 493 · 494 · 495 · 496 · 497 · 499 · >>>
Brugnummers 412, 426, 428, 467, 468, 477, 481, 484 en 498 zijn niet (meer) vergeven.